# Фонтан Герона

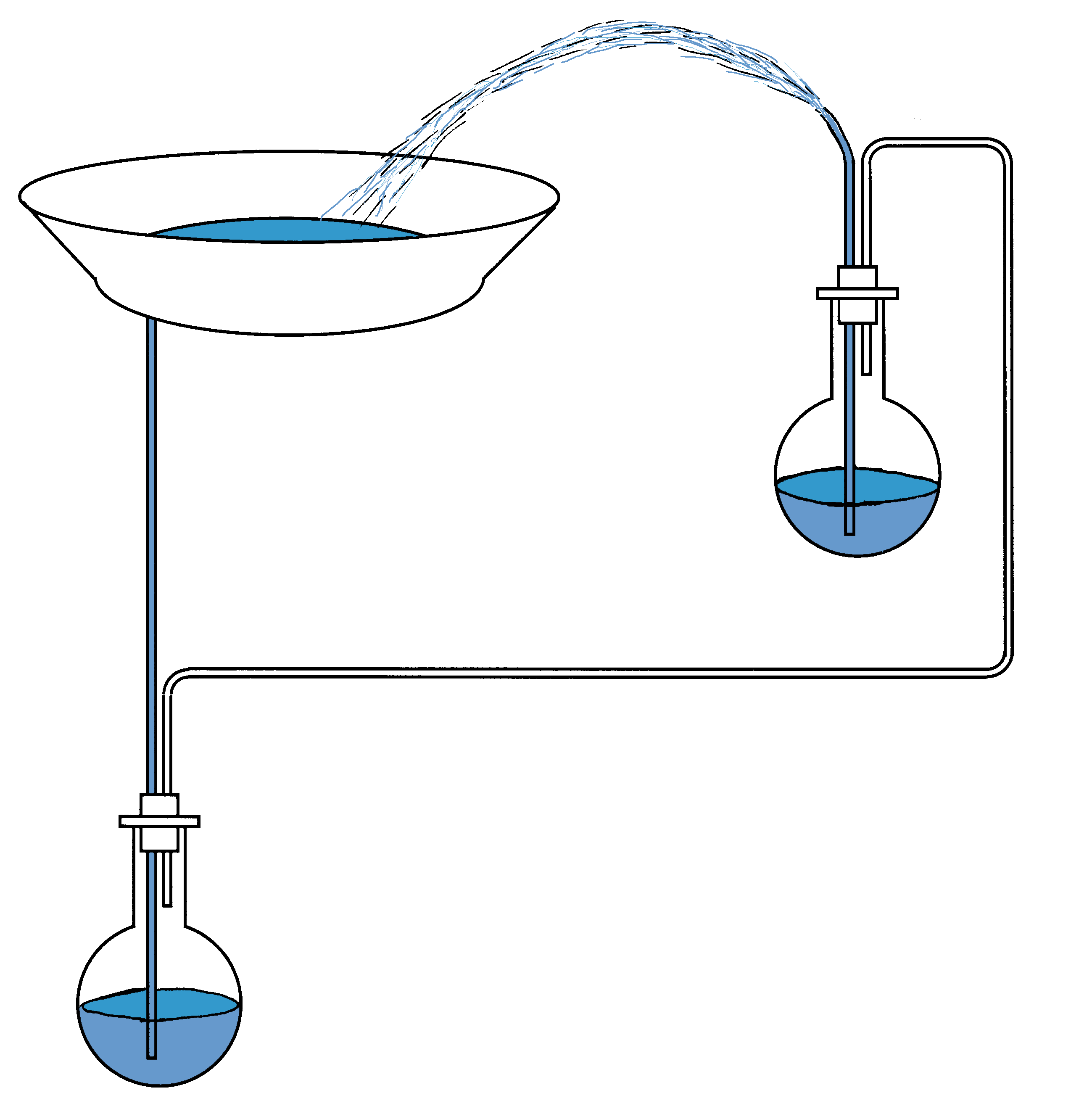
Схема фонтана Герона

Фонтан Герона — гідравлічний пристрій, винайдений давньогрецьким винахідником і математиком Героном Александрійським у I столітті.

## Будова і принцип дії

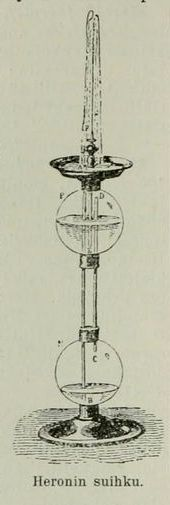
Фонтан Герона. Малюнок з фінської енциклопедії 1911 року.

Прилад складається з трьох посудин, розташованих одна над іншою і сполучених між собою особливим чином. Дві нижні посудини закриті, а верхня має форму відкритої чаші. В середню посудину наливається вода. Щоб фонтан почав діяти наливають воду у верхню посудину — чашу. По трубці, що йде від дна чаші майже до дна найнижчої посудини, вода тече з чаші вниз і, стискаючи повітря, що там міститься, збільшує його тиск. Нижня посудина сполучена з середньою за допомоги трубки, що починається в ній у горішній її частині і йде до горішньої частини середньої посудини. Тому повітря, що міститься в середній посудині над поверхнею води також стискається. Здійснюючи тиск на воду, повітря змушує її підійматися з середньої посудини по трубці, проведеній майже від дна посудини у верхню чашу, де з кінця цієї трубки, що підноситься над поверхнею води, і б'є фонтан. Стовп води від її поверхні в чаші до її поверхні в нижній посудині створює тиск, що піднімає інший стовп води від її поверхні в середній посудині до вершини струменя фонтана. Обидва стовпи були б рівної висоти, якби тертя рідини, що рухається в трубках, і інші причини не зменшували б висоти фонтана. Вода фонтана, що падає в чашу, тече з неї по трубці в нижнє відділення приладу, де рівень води поступово підвищується і тому висота стовпа води, що створює тиск і вимірюється від названого рівня до рівня води в чаші, поступово зменшується. Разом з тим рівень води в середній посудині, в міру витрати води фонтаном, знижується. З цих двох причин висота фонтана поступово зменшується і, нарешті, рух води припиняється.